# IC 5332
IC 5332 — галактика типу SBcd у сузір'ї Скульптор.
Цей об'єкт міститься в оригінальній редакції індексного каталогу.